# Chambre de commerce et d'industrie de l'Yonne
 (octobre 2021).
La chambre de commerce et d'industrie de l'Yonne est la CCI du département de l'Yonne. Son siège et sa direction générale sont situés à Auxerre au 60, boulevard Vauban.
Avec la chambre de métiers et de l'artisanat de l'Yonne, la CCI a deux antennes à Tonnerre et à Avallon.

## Missions
C'est un établissement public qui est placé sous la double tutelle du Ministère de l'Industrie et du Ministère des PME, du Commerce et de l'Artisanat comme toutes les CCI.
La CCI représente auprès des pouvoirs publics, les intérêts des entreprises de commerce, d’industrie et des sociétés de service de l'Yonne. Elle formule des propositions sur les questions de politique économique, d’infrastructures et d’équipements. Elle gère des équipements collectifs au service de la région.
Elle fait partie de la chambre de commerce et d'industrie de région Bourgogne-Franche-Comté.

### Service aux entreprises
- Centre de formalités des entreprises
- Consultation de fichiers d'entreprises et d'études économiques
- Assistance technique au commerce : créer, développer, transmettre son commerce
- Assistance technique à l'industrie et aux entreprises de service : conseil dans les domaines de l'innovation, du développement international, de la réglementation, de la formation, etc.
- Point A (apprentissage),
- Location de solutions d'hébergements pour les créateurs et les entreprises sur tout le département de l'Yonne.

### Centres de formation
- Ouverture le 29 septembre 2008 d'une École de Gestion et de Commerce à Sens. À partir de 2009, elle aura un bâtiment dans la Zone industrielle du Sénonais, zone des Vauguillettes.

## Pour approfondir